# Hasszan
Hasszan (kannada nyelven:  ಹಾಸನ, angolul: Hassan) város Indiában, Karnátaka államban.  Lakossága 134 ezer, elővárosokkal 173 ezer fő volt 2011-ben.
A városban működik az Indiai Űrkutatási Szervezet egyik létesítménye. 
A legtöbb idegen a közeli Belur, Halebid és Sravánabélagóla látnivalói miatt utazik át a városon. 

## Megközelítés
Mangalortól közúton kb. 170 km-re keletre, Bengalurutól 185 km-re nyugatra, Maiszúrtól 110 km-re ÉNy-ra fekszik. Ezekkel a városokkal vasút is összeköti. 

## Fordítás
- Ez a szócikk részben vagy egészben  a   Hassan című angol Wikipédia-szócikk fordításán alapul.  Az eredeti cikk szerkesztőit annak laptörténete sorolja fel. Ez a jelzés csupán a megfogalmazás eredetét és a szerzői jogokat jelzi, nem szolgál a cikkben szereplő információk forrásmegjelöléseként.
- Ez a szócikk részben vagy egészben  a   Hassan című német Wikipédia-szócikk fordításán alapul.  Az eredeti cikk szerkesztőit annak laptörténete sorolja fel. Ez a jelzés csupán a megfogalmazás eredetét és a szerzői jogokat jelzi, nem szolgál a cikkben szereplő információk forrásmegjelöléseként.